# بوليفسكوي
بوليفسكوي (بالروسية: Полевской) هي إحدى مدن روسيا في الكيان الفدرالي الروسي سفيردلوفسك أوبلاست.

## أعلام
- ألينا إبراخيموفا